# Maciej Orłoś
Maciej Henryk Orłoś (ur. 16 lipca 1960 w Warszawie) – polski aktor filmowy i telewizyjny, dziennikarz i prezenter telewizyjny. W latach 1991–2016 i od 2024 prezenter Telewizji Polskiej oraz prowadzący program informacyjny Teleexpress; w latach 2016–2018 związany z telewizją WP, w latach 2019–2020 – z Radiem Zet, a w latach 2020–2022 – z Radiem Nowy Świat.

## Życiorys
Jest synem pisarza Kazimierza Orłosia oraz wnukiem Seweryny Wilhelminy Orłosiowej z Mackiewiczów (siostry Józefa i Stanisława „Cata” Mackiewiczów) i mykologa Henryka Orłosia. Jego prapradziadkiem był konspirator i zesłaniec Ksawery Pietraszkiewicz.

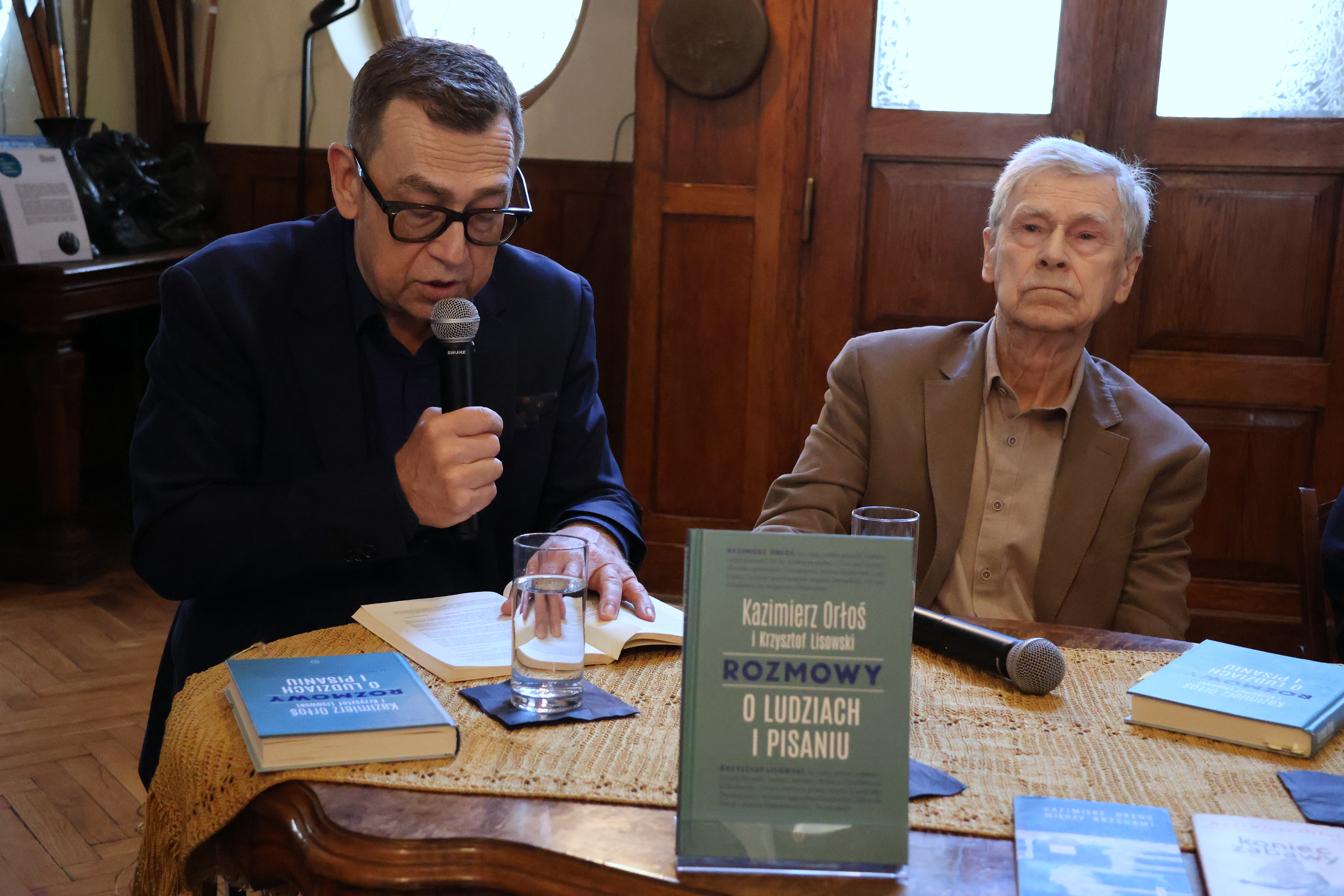
Maciej Orłoś z ojcem, pisarzem Kazimierzem Orłosiem podczas lektury korespondencji Jarosława Iwaszkiewicza - Podkowa Leśna, 23 marca 2025

Ukończył studia w Akademii Teatralnej im. Aleksandra Zelwerowicza w Warszawie (1983). Był działaczem Niezależnego Zrzeszenia Studentów i przewodniczącym Komitetu Strajkowego na uczelni w okresie strajków. Umiejętności aktorskie rozwijał podczas rocznego stypendium w London Academy of Music and Dramatic Art oraz pobytu w Eugene O'Neill Theater Center w Waterford (Connecticut).

### Kariera zawodowa
Był aktorem w teatrach warszawskich: Teatrze Nowym (1982-1983), Teatrze Ateneum (1983-1989) i Teatrze Popularnym (1984).
Od 15 czerwca 1991 do 31 sierpnia 2016 i ponownie od 4 stycznia 2024 jest prowadzącym program informacyjny Teleexpress. W czerwcu 1998 prowadził weekendowe wydania Wiadomości (TVP1) w parze z Barbarą Górską. Był autorem i prowadzącym programów Oko w oko i A to Polska właśnie!. Prowadził też magazyny kulturalne Trochę kultury, Pociąg do kultury i Cooltura oraz dla niepełnosprawnych Przyjaciele (wszystkie w TVP1). W latach 2001–2007 podawał wyniki polskiego głosowania podczas finałów Konkursu Piosenki Eurowizji. Od września 2008 do lipca 2009 prowadził teleturniej 300 procent normy. Od czerwca 2012 do listopada 2015 prowadził, wraz z Anną Karną, program turystyczny Nie ma jak Polska. Od marca 2014 do sierpnia 2016 i ponownie od stycznia 2024 prowadzi Teleexpress Extra na antenie TVP Info.

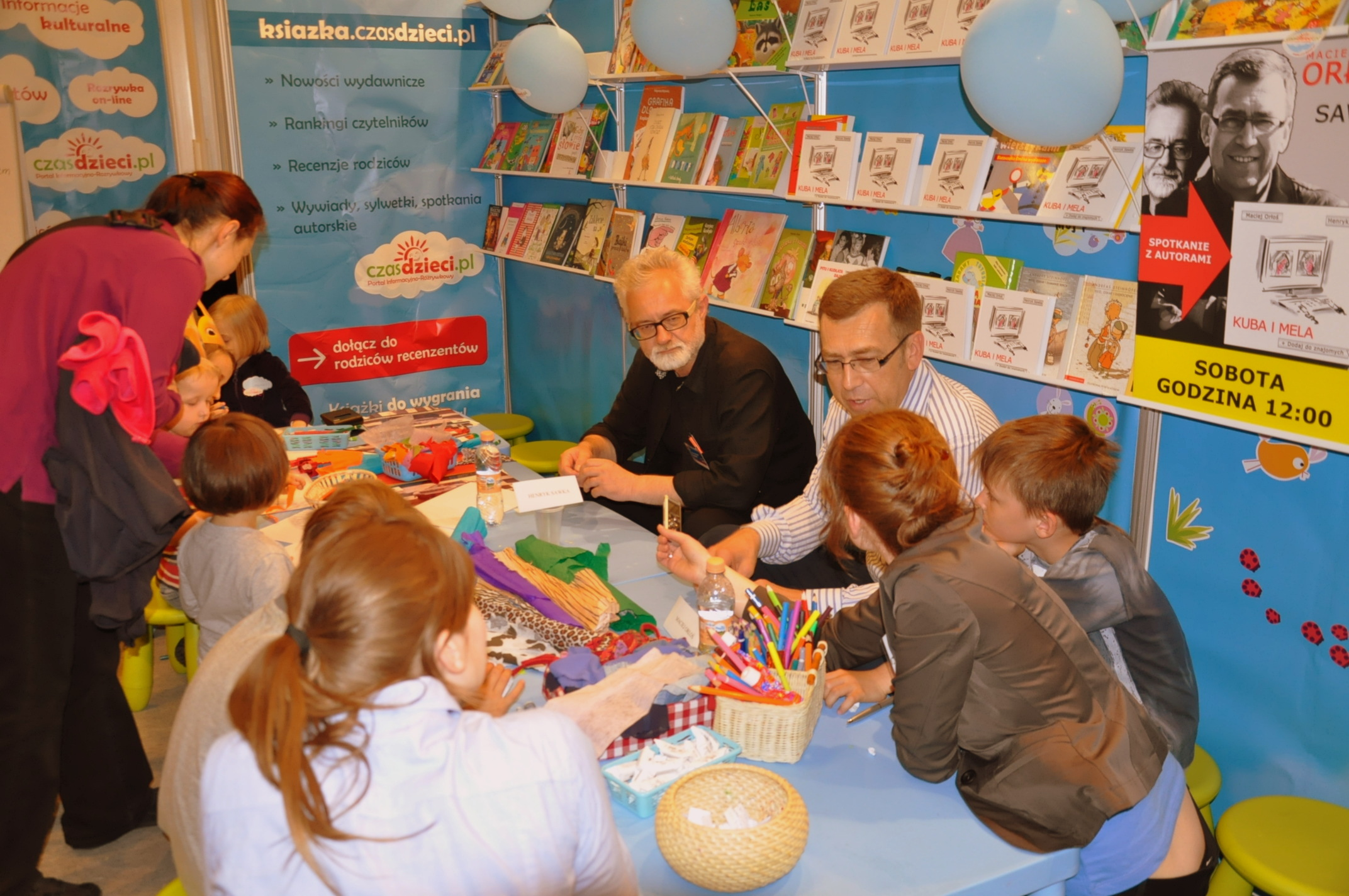
Orłoś i Henryk Sawka na Warszawskich Targach Książki (2012)

Po odejściu z TVP dołączył do zespołu kanału telewizyjnego portalu Wirtualna Polska. 2 grudnia tego samego roku zadebiutował jako prowadzący serwis informacyjny #dziejesię 16:50 na antenie kanału telewizji Wirtualnej Polski. Po zakończeniu produkcji tego programu od września 2017 do 1 kwietnia 2018 prowadził late night show Orłoś Kontra, po czym ogłosił zakończenie współpracy z telewizją. 12 lutego 2018 roku uruchomił swój kanał w serwisie internetowym YouTube i zaczął prowadzić w tym samym miesiącu na łamach tego serwisu program pt. „Okiem Orłosia”. 6 września 2019 roku dołączył do zespołu Radia Zet, gdzie od 9 września 2019 roku do 27 marca 2020 roku prowadził razem z Michałem Zielińskim program satyryczny pt. ZETexpress. 27 marca 2020 roku spółka Eurozet poinformowała, że Radio Zet nie przedłużyło umowy z Maciejem Orłosiem i Michałem Zielińskim.

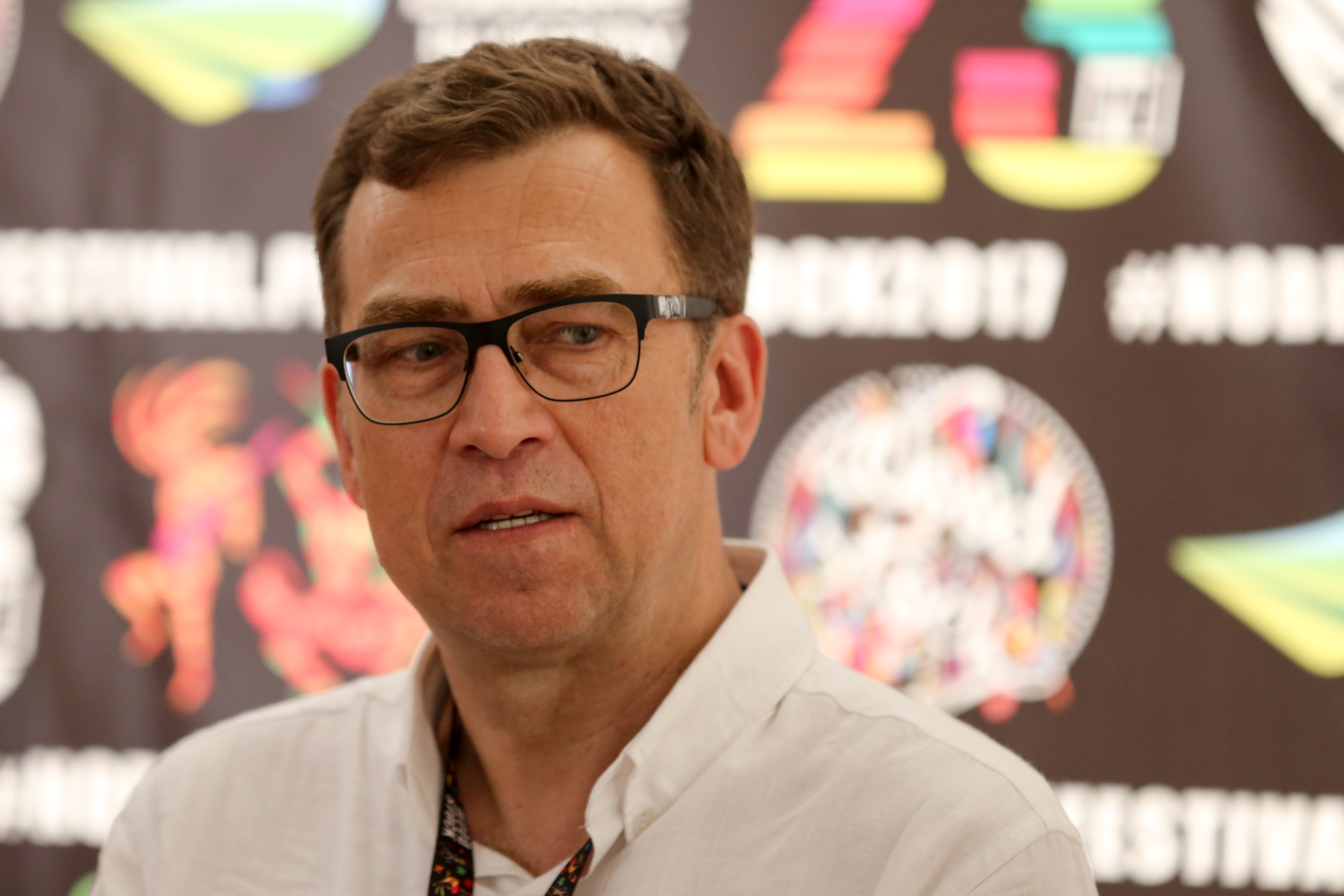
Maciej Orłoś podczas Przystanku Woodstock (2017)

Od kwietnia do czerwca 2020 był prowadzącym program Tak gra w internetowej rozgłośni Radiospacja. Od 31 lipca tego samego roku do 31 sierpnia 2022 pracował w Radiu Nowy Świat jako prowadzący poranne pasmo Nowy świt. 29 maja 2021 poprowadził muzyczno-satyryczny program informacyjny PKS PRESS, który opublikował w serwisie YouTube; magazyn doczekał się jednak tylko jednego odcinka.
4 stycznia 2024 powrócił do prowadzenia serwisu Teleexpress w TVP1. Jesienią 2024 i wiosną 2025 prowadził na tym samym kanale program Daję słowo, w którym rozmawiał ze znanymi osobami ze świata kultury i sztuki.
Jest członkiem Stowarzyszenia Wolnego Słowa.

## Życie prywatne
Trzykrotnie rozwiedziony. Ma czworo dzieci, z drugiego małżeństwa ma dwóch synów: Rafała i Antoniego, a z trzeciego syna Kubę i córkę Melanię, którzy są pierwowzorami bohaterów trzech książek (Tajemnicze przygody Kubusia, Tajemnicze przygody Meli, Kuba i Mela dają radę) napisanych przez Orłosia. Od 2022 pozostaje w nieformalnym związku z dziennikarką Pauliną Koziejowską.

## Filmografia
- 1972: Jeże rodzą się bez kolców – Tedi (głos, polski dubbing)
- 1972: Słoń z indyjskiej dżungli – Nuru (głos, polski dubbing)
- 1973: Kropka, kropka, przecinek – Wolik (głos, polski dubbing)
- 1973: Telegram – Kostia Karpow (głos, polski dubbing)
- 1973: Zimorodek – Wasyl (głos, polski dubbing)
- 1973: Rodzina Straussów – mały Johann Strauss syn
- 1974: Złotorogi jeleń – Kiriłł (głos, polski dubbing)
- 1975: Kazimierz Wielki – Kazimierz III Wielki w młodości
- 1976: Pójdę z wami – Kostia (głos, polski dubbing)
- 1984: Hania – Henryk
- 1985: Hamlet (spektakl telewizyjny)
- 1988, 1991: Pogranicze w ogniu – oficer Abwehry Riese (odc. 3-5, 13-14, 21, 23)
- 1988: Crimen – członek oddziału Rosińskiego (odc. 1)
- 1988: Akwen Eldorado – milicjant
- 1989: W labiryncie – Andrzej Kurek
- 1989: Lawa – Feliks Kołkowski
- 1989: Głuchy telefon – Tomasz
- 1990: Wieczernik (spektakl telewizyjny) – Jan
- 1990: Ucieczka z kina „Wolność” – mężczyzna z książką
- 1990: Napoleon – oficer francuski w Warszawie (odc. 3)
- 1990: Przypływ – Malek
- 1990: Domena władzy – strażnik w siedzibie KC PZPR
- 1991: Panny i wdowy – ksiądz odprawiający symboliczny pogrzeb Eweliny (odc. 2)
- 1991: Obywatel świata – narzeczony Kaśki
- 1991: Milusińscy (spektakl telewizyjny)
- 1991: A Woman at war – niemiecki oficer
- 1992: Zwolnieni z życia – pracownik punktu sklepu
- 1992: Nieboskie stworzenie (spektakl telewizyjny) – demonstrant
- 1992: Enak – lekarz
- 1992: A very polishpractice – ksiądz
- 1993-1994: Zespół adwokacki – mecenas Jacek Korewicz (odc. 1-4, 6-12)
- 1993: Skrzep (spektakl telewizyjny) – Leszek
- 1993: Lista Schindlera– urzędnik niemiecki
- 1993: Plecak pełen przygód – Henri Aaltonen
- 1993: Czterdziestolatek. 20 lat później – dziennikarz telewizyjny (odc. 6)
- 1994: Oczy niebieskie
- 1994: Molly – policjant
- 1995: Racja głodowa (spektakl telewizyjny) – operator
- 1996: Wirus – spiker w tv
- 1996: Opowieści weekendowe – Tomasz (odc. 2)
- 1997-1998: Złotopolscy – Lipawski (odc. 2, 6, 8, 17, 27, 29-30, 87, 89)
- 1997: Brat naszego Boga – Jerzy
- 1998: Monolog z lisiej jamy (spektakl telewizyjny)
- 1998: Kartoteka rozrzucona (spektakl telewizyjny) – dziennikarz
- 2000: Sen o kanapce z żółtym serem – obsada aktorska
- 2000: Klan – on sam (odc. 324)
- 2002: Haker – dziennikarz na konferencji prasowej Burzy
- 2003: Zaginiona – dziennikarz Maciej (odc. 3, 5-7)
- 2004: Rodzinka – dziennikarz z programu Świat oczami zwierząt (odc. 13)
- 2004: Bulionerzy (odc. 12)
- 2008: To nie tak, jak myślisz, kotku – dziennikarz w tv
- 2008: Prezent dla towarzystwa Edwarda G. (spektakl telewizyjny)
- 2010: Licencja na wychowanie – dziennikarz (odc. 1)
- 2010: Żółwik Sammy – ekolog z Greenpeace (głos, polski dubbing)
- 2011: Wiadomości z drugiej ręki – prezenter prowadzący galę (odc. 14)
- 2014: Pocztówki z Republiki Absurdu – prezenter dziennika
- 2018: Pitbull. Ostatni pies – spiker tv
- 2018: Iniemamocni 2 – Chad Brentley (głos, polski dubbing)
- 2019: Mały Grand hotel – spiker (głos, odc. 4)

## Dyskografia
Kompilacje
- 2016: Teleexpress. 30 lat minęło (oraz Marek Sierocki)

## Twórczość muzyczna
- 2002: Użyczył swojego głosu do jednego z utworów z płyty Tabasko łódzkiego rapera O.S.T.R.-a[29]

## Twórczość literacka
- Moje spotkania oko w oko, 1998
- Tajemnicze przygody Kubusia, 2007
- Tajemnicze przygody Meli, 2008
- Kuba i Mela. Dodaj do znajomych, 2012
- Kuba i Mela dają radę, 2013
- Jak występować i zabłysnąć, 2015
- O sztuce wystąpień publicznych, 2020
- Wystąpienia bez stresu. Jak dobrze wypaść na żywo, w mediach i internecie, 2025

## Odznaczenia
- Krzyż Oficerski Orderu Odrodzenia Polski (2014)[30]
- Krzyż Kawalerski Orderu Odrodzenia Polski (2008)[31].

## Inne wyróżnienia
- 2015 – Laureat ŻyRafki, przyznanej na Interdyscyplinarnym Festiwalu Sztuk Miasto Gwiazd w Żyrardowie, za bycie ambasadorem akcji Cała Polska czyta Dzieciom i za cykl książek o przygodach Kuby i Meli[32].